# Honch'ŏnsigye

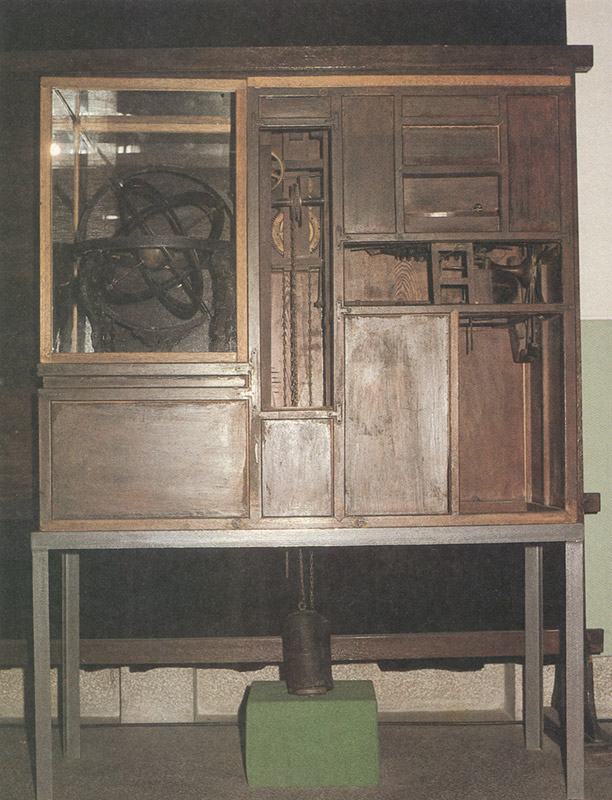
La Honch'ŏnsigye

La Honch'ŏnsigye (hangeul : 혼천시계 ; hanja : 渾天時計 ; RR : Honcheonsigye) est une horloge astronomique coréenne. Remontant à l'ère Joseon, c'est la dernière représentante conservée de cette époque. Classé trésor national n°230, elle est conservée à l'Université Korea à Séoul.